# Vepris trifoliolata
Vepris trifoliolata är en vinruteväxtart som först beskrevs av Adolf Engler, och fick sitt nu gällande namn av W. Mziray. Vepris trifoliolata ingår i släktet Vepris och familjen vinruteväxter. Inga underarter finns listade i Catalogue of Life.